# Дженива (Флорида)
Джени́ва (англ. Geneva) — статистически обособленная местность, расположенная в округе Семинол (штат Флорида, США) с населением в 2601 человек по статистическим данным переписи 2000 года.

## География
По данным Бюро переписи населения США статистически обособленная местность Дженива имеет общую площадь в 32,12 квадратных километров, из которых 29,53 кв. километров занимает земля и 2,59 кв. километров — вода. Площадь водных ресурсов округа составляет 8,06 % от всей его площади.
Статистически обособленная местность Дженива расположена на высоте 19 м над уровнем моря.

## Демография
По данным переписи населения 2000 года в Джениве проживало 2601 человек, 747 семей, насчитывалось 914 домашних хозяйств и 970 жилых домов. Средняя плотность населения составляла около 80,98 человек на один квадратный километр. Расовый состав населённого пункта распределился следующим образом: 94,89 % белых, 2,27 % — чёрных или афроамериканцев, 0,85 % — коренных американцев, 0,88 % — азиатов, 0,08 % — выходцев с тихоокеанских островов, 0,73 % — представителей смешанных рас, 0,31 % — других народностей. Испаноговорящие составили 2,08 % от всех жителей статистически обособленной местности.
Из 914 домашних хозяйств в 37,4 % воспитывали детей в возрасте до 18 лет, 68,6 % представляли собой совместно проживающие супружеские пары, в 8,1 % семей женщины проживали без мужей, 18,2 % не имели семей. 12,9 % от общего числа семей на момент переписи жили самостоятельно, при этом 2,7 % составили одинокие пожилые люди в возрасте 65 лет и старше. Средний размер домашнего хозяйства составил 2,85 человек, а средний размер семьи — 3,11 человек.
Население статистически обособленной местности по возрастному диапазону по данным переписи 2000 года распределилось следующим образом: 26,9 % — жители младше 18 лет, 5,9 % — между 18 и 24 годами, 30,1 % — от 25 до 44 лет, 27,9 % — от 45 до 64 лет и 9,3 % — в возрасте 65 лет и старше. Средний возраст жителей составил 39 лет. На каждые 100 женщин в Дженивe приходилось 103,7 мужчин, при этом на каждые сто женщин 18 лет и старше приходилось 103,0 мужчин также старше 18 лет.
Средний доход на одно домашнее хозяйство статистически обособленной местности составил 48 885 долларов США, а средний доход на одну семью — 54 074 доллара. При этом мужчины имели средний доход в 35 438 долларов США в год против 26 806 долларов среднегодового дохода у женщин. Доход на душу населения статистически обособленной местности составил 48 885 долларов в год. 3,3 % от всего числа семей в населённом пункте и 4,8 % от всей численности населения находилось на момент переписи населения за чертой бедности, при этом 5,0 % из них были моложе 18 лет и 5,8 % — в возрасте 65 лет и старше.